# Rắn độc

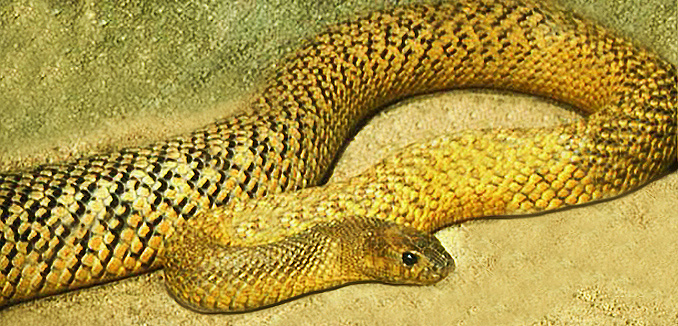
Rắn độc nhất thế giới, theo tiêu chuẩn, là Oxyuranus microlepidotus.

Rắn độc là các loài rắn có nọc độc, chúng sử dụng nước bọt, chất độc tiết qua những chiếc nanh trong miệng chúng để làm tê liệt hoặc giết con mồi (ngược lại, đa số loài rắn không độc xiết con mồi đến chết). Nọc độc rắn có thể là độc tố thần kinh hoặc độc tố máu. Độc tố thần kinh tấn công hệ thần kinh trong khi độc tố máu tấn công hệ tuần hoàn. Rắn độc gồm một vài họ và không có sự phân chia chính thức dùng trong phân loại. Rắn độc thuộc các họ Elapidae, Viperidae, Hydrophiidae, và Atractaspididae (và một số từ họ Colubridae) là loài rắn có nọc độc lớn.
Rắn độc sử dụng độc tố máu thường có nanh tiết chất độc ở trước miệng, giúp chúng dễ dàng tiêm thẳng chất độc vào nạn nhân. Rắn sử dụng độc tố thần kinh, như loài rắn cây đước độc tính cao, có nanh nằm ở phía sau miệng đồng thời nanh cong về phía sau. Điều này gây khó khăn cho rắn để sử dụng nọc cũng như cho các nhà khoa học muốn lấy chúng.
Trong số khoảng 3.500 loài rắn trên thế giới, khoảng 600 có nọc độc. Rắn độc bao gồm một số họ rắn và không hình thành một nhóm phân loại duy nhất. Điều này đã được giải thích có nghĩa là nọc độc ở rắn có nguồn gốc nhiều hơn một lần như là kết quả của sự tiến hóa hội tụ. Bằng chứng gần đây đã được trình bày giả thuyết Toxicofera.

## Một số loài rắn độc tiêu biểu
Chỉ số LD50 được sử dụng để so sánh mức độ độc của nọc các loài rắn, với chỉ số càng nhỏ thì rắn càng độc. Có 4 phương pháp đã được sử dụng để đo bao gồm tiêm dưới da, tiêm tĩnh mạch, tiêm bắp và tiêm phúc mạc.
| Loài                                        | Vùng                                                                       | subcutaneous injection LD50 0.1% bovine serum albumin in Saline | subcutaneous injection LD50 Saline | intravenous injection LD50 | Ảnh |
| Rắn Taipan nội địa Oxyuranus microlepidotus | Úc                                                                         | 0.01 mg/kg                                                      | 0.025 mg/kg                        | N/A                        |     |
| Aipysurus duboisii                          | Biển San hô, Biển Arafura, Biển Timor, Sông Tar và Ấn Độ Dương             | N/A                                                             | 0.044 mg/kg                        | N/A                        |     |
| Pseudonaja textilis                         | Úc, Papua New Guinea, Indonesia                                            | 0.041 mg/kg                                                     | 0.053 mg/kg                        | 0.01 mg/kg                 |     |
| Hydrophis platurus                          | Vùng biển nhiệt đới đại dương                                              | N/A                                                             | 0.067 mg/kg                        | N/A                        |     |
| Hydrophis peronii                           | Vịnh Thái Lan, eo biển Đài Loan, đảo thuộc biển San hô và những nơi khác   | N/A                                                             | 0.079 mg/kg                        | N/A                        |     |
| Oxyuranus scutellatus                       | Úc                                                                         | 0.064 mg/kg                                                     | 0.105 mg/kg                        | 0.013 mg/kg                |     |
| Cạp nia bắc Bungarus multicinctus           | Trung Quốc đại lục, Đài Loan, Việt Nam, Lào, Miến Điện                     | N/A                                                             | 0.108 mg/kg                        | 0.061 mg/kg                |     |
| Pseudolaticauda semifasciata                | bờ biển phía đông của bán đảo Mã Lai và Brunei, và ở Halmahera, Indonesia. | N/A                                                             | 0.111 mg/kg                        | N/A                        |     |
| Notechis scutatus đen                       | Úc                                                                         | 0.099 mg/kg                                                     | 0.131 mg/kg                        | N/A                        |     |
| Mainland Tiger snake                        | Úc                                                                         | 0.118 mg/kg                                                     | 0.118 mg/kg                        | 0.014 mg/kg                |     |
| Western Australian Tiger snake              | Úc                                                                         | 0.124 mg/kg                                                     | 0.194 mg/kg                        | N/A                        |     |
| Hydrophis schistosus                        | vùng Ấn Độ Dương-Thái Bình Dương nhiệt đới                                 | 0.164 mg/kg                                                     | 0.1125 mg/kg                       | N/A                        |     |